# Rapture of the Deep
Rapture of the Deep ist das 18. Studioalbum der englischen Rockband Deep Purple. Es erschien im November 2005 als erstes der Band bei Edel Records (weltweit) bzw. dessen Sublabel Eagle Records in den USA.

## Geschichte
Wie der Vorgänger wurde das Album mit dem Produzenten Michael Bradford, diesmal von März bis Juni 2005 in Los Angeles aufgenommen. Clearly Quite Absurd ist eine Ballade. Das Titelstück erschien 2005 als Single. Das Album erreichte in Deutschland Platz 10 der Charts, in Großbritannien Platz 81.

## Rezeption
Die Webseite Allmusic vergab 3,5 von 5 Sternen. Bret Adams schrieb, das Album stehe Bananas nur in Nuancen nach. Es sei ein gutes Beispiel, wie viele Künstlerveteranen sich ihre „kreative Vitalität“ erhalten hätten. Das Album wurde vom Magazin Classic Rock auf Platz 24 der Alben des Jahres 2005 gewählt.

## Titelliste

### Standard-CD-Edition
Alle Stücke wurden von Ian Gillan, Steve Morse, Roger Glover, Don Airey und Ian Paice geschrieben, außer wo anders angegeben.
1. „Money Talks“ – 5:31
2. „Girls Like That“ – 4:02
3. „Wrong Man“ – 4:53
4. „Rapture of the Deep“ – 5:54
5. „Clearly Quite Absurd“ – 5:25
6. „Don’t Let Go“ – 4:32
7. „Back to Back“ – 4:03
8. „Kiss Tomorrow Goodbye“ – 4:18
9. „Junkyard Blues“ – 5:32
10. „Before Time Began“ – 6:30

### Special-Tour-2-CD-Edition (Juni 2006)
CD 1 – Rapture of the Deep
1. „Money Talks“ – 5:32
2. „Girls Like That“ – 4:02
3. „Wrong Man“ – 4:53
4. „Rapture of the Deep“ – 5:55
5. „Clearly Quite Absurd“ – 5:25
6. „Don’t Let Go“ – 4:33
7. „Back to Back“ – 4:04
8. „Kiss Tomorrow Goodbye“ – 4:19
9. „MTV“ (Bonustitel der Limited Edition) – 4:56
10. „Junkyard Blues“ – 5:33
11. „Before Time Began“ – 6:30

CD 2 – Bonusmaterial (Remixes, Studioversionen von instrumentalen und Livestücken)
(Live-Titel aufgenommen am 10. Oktober 2005 im Hard Rock Cafe London)
1. „Clearly Quite Absurd“ (New Version)
2. „Things I Never Said“ (Japanese-only track on original CD issue) – 4:48
3. „The Well-Dressed Guitar“ (Instrumental outtake from Bananas sessions) – 3:25
  - Originally written by Morse, but credited to Gillan, Morse, Glover, Airey and Paice.
4. „Rapture of the Deep“ (Live)
5. „Wrong Man“ (Live)
6. „Highway Star“ (Live) (Ritchie Blackmore, Gillan, Glover, Jon Lord, Paice)
  - Originally written by Blackmore, Gillan, Glover, Lord and Paice, but credited to only Blackmore, Gillan, Glover and Paice.
7. „Smoke on the Water“ (Live) (Blackmore, Gillan, Glover, Lord, Paice)
  - Originally written by Blackmore, Gillan, Glover, Lord and Paice, but credited to only Blackmore, Gillan, Glover and Paice.
8. „Perfect Strangers“ (Live) (Blackmore, Gillan, Glover)
  - Originally written by Blackmore, Gillan and Glover, but credited to Gillan, Morse, Glover, Airey and Paice.